# Плющ, Александр Львович
Александр Львович Плющ — советский журналист.

## Биография
Родился в 1907 году в Елизаветграде. Член КПСС.
С 1922 года — сельскохозяйственный работник, железнодорожник, студент рабфака, студент, аспирант НИИ деткомдвижения, корреспондент «Пионерской правды» и «Московского комсомольца»
Участник Великой Отечественной войны: редактор дивизионных и фронтовых газет Волховского, Карельского, 1-го Дальневосточного фронтов, сотрудник отдела печати ГлавПУ РККА
В 1946—1956 гг. — ответственный секретарь газеты «Комсомольская правда»
В 1956—1960 гг. — ответственный секретарь газеты «Известия».
В 1960—1982 гг. — главный редактор газеты «Неделя».
В 1982—1990 гг. — специальный корреспондент газеты «Известия», профессиональный писатель.
Умер в 1993 году в Москве.